# Verwaltungsgemeinschaft Nordkreis Weimar
La Verwaltungsgemeinschaft Nordkreis Weimar est une communauté d'administration allemande qui regroupe 16 communes du land de Thuringe, dans l'arrondissement du Pays-de-Weimar, au centre de l'Allemagne. En 2015, sa population est de 9 056 habitants.

## Source de la traduction
- (de) Cet article est partiellement ou en totalité issu de l’article de Wikipédia en allemand intitulé « Verwaltungsgemeinschaft Nordkreis Weimar » (voir la liste des auteurs).